# Grzegorzekia phoenix
Grzegorzekia phoenix är en tvåvingeart som beskrevs av Vaisanen 1984. Grzegorzekia phoenix ingår i släktet Grzegorzekia och familjen svampmyggor.
Artens utbredningsområde är Tunisien. Inga underarter finns listade i Catalogue of Life.